# Oleandra

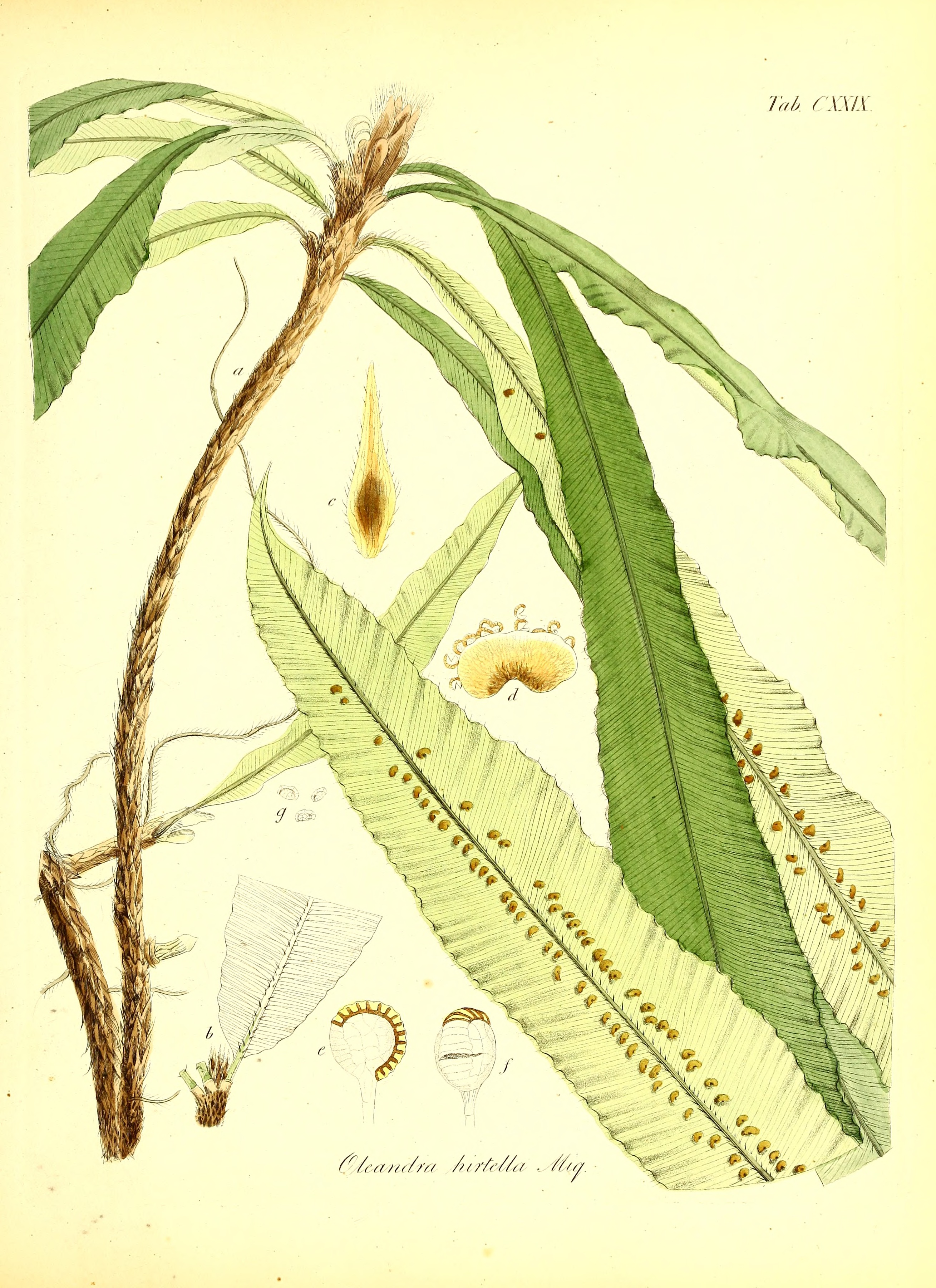
Oleandra hirtella

Oleandra – rodzaj paproci zaliczany do monotypowej rodziny Oleandraceae. Obejmuje 25 gatunków. Zasięg ich występowania obejmuje całą strefę międzyzwrotnikową – na kontynentach amerykańskich rośliny te rosną od południowego Meksyku i Kuby po Boliwię i południową Brazylię, niemal całą Afrykę Subsaharyjską, tropikalną Azję od Indii po południowe Chiny, Archipelag Malajski, Nową Gwineę i północno-wschodnią Australię. Największe zróżnicowanie gatunkowe jest w tropikalnej Azji i na wyspach Pacyfiku. Są to paprocie naziemne i naskalne (epilityczne), rzadziej epifityczne występujące w lasach, czasem zajmując w nich duże powierzchnie w miejscach otwartych. Niektóre gatunki sięgają dużych wysokości w górach równikowych.

## Morfologia
PokrójPaprocie o pędzie (kłączu) długim, płożącym, czasem pnącym lub prosto wzniesionym i rozgałęzionym (o pokroju nieco krzaczastym, przy czym skupienia tych roślin tworzą zarośla – rzecz wyjątkowa wśród paproci). Łuski na pędzie brązowoczarne, grube, owłosione na powierzchni górnej i krawędziach oraz zakończone włoskiem.
LiścieWyrastają z każdej strony pędu lub tylko z części grzbietowej pędów płożących, czasem skupione w nibyokółki na szczycie pędu. Ogonki różnej długości. owłosione i pokryte łuskami do łysiejących, zawsze oskrzydlone przy zbiegającej nasadzie blaszki. Ta zawsze pojedyncza, wąskolancetowata do wąskojajowatej, od spodu owłosiona i u niektórych gatunków z drobnymi łuskami, u części z wiekiem łysiejąca. Brzeg blaszki chrząstkowaty, nagi lub orzęsiony.
ZarodniePojedynczo u nasady nerwów bocznych, rzadziej w większym oddaleniu od osi liścia, zwykle tworząc mniej lub bardziej równoległą linię w stosunku do tej osi. Kupki zarodni zaokrąglone, okryte trwałymi zawijkami, kolistymi lub nerkowatymi, wewnątrz zarodnie na długich trzonkach wymieszane z włoskami.

## Systematyka
Rodzaj w systemie Smitha i in. (2006) oraz w PPG I (2016) tworzy monotypową rodzinę Oleandraceae Ching ex Pic.Serm., Webbia 20
(2): 745. 1965, siostrzaną względem rodzin dawaliowatych i paprotkowatych. Rodzaj (i tym samym rodzina) mają potwierdzony badaniami molekularnymi charakter monofiletyczny. W dawniejszych ujęciach do rodziny włączane były także rodzaje Arthropteris i Psammiosorus, ale takie ujęcie czyniło z niej takson parafiletyczny.
Wykaz gatunków
- Oleandra angusta Copel.
- Oleandra annetii Tardieu
- Oleandra articulata (Sw.) C.Presl
- Oleandra australis Schwartsb. & J.Prado
- Oleandra baetae Damazio
- Oleandra bradei Christ
- Oleandra brasiliana Schwartsb. & J.Prado
- Oleandra coriacea Copel.
- Oleandra cumingii J.Sm.
- Oleandra decurrens Maxon
- Oleandra distenta Kunze
- Oleandra ejurana C.D.Adams
- Oleandra guatemalensis Maxon
- Oleandra lehmannii Maxon
- Oleandra musifolia (Blume) C.Presl
- Oleandra neriiformis Cav.
- Oleandra pilosa Hook.
- Oleandra pistillaris (Sw.) C.Chr.
- Oleandra quartziticola Schwartsb. & J.Prado
- Oleandra sibbaldii Grev.
- Oleandra undulata (Willd.) Ching
- Oleandra vulpina C.Chr.
- Oleandra wallichii (Hook.) C.Presl
- Oleandra werneri Rosenst.
- Oleandra zapatana Lellinger